# Стрингфеллоу, Джон
Джон Стрингфеллоу (англ. John Stringfellow), часто фамилию произносят как Стрингфелло (1799 — 13 декабря 1883) — английский инженер и изобретатель в области авиа- и двигателестроения, одним из первых предложивший и запатентовавший в 1841 году, совместно с Уильямом Хенсоном, форму планера и методы управления им, используемые в авиации и в настоящее время.

## Биография
Джон Стрингфеллоу работал в Чарде (Соммерсет, Англия), где занимался обслуживанием и разработкой паровых двигателей для машин, используемых на кружевных фабриках, а также производством бобин для этих машин.
В 1838 году он познакомился с Уильямом Хенсоном, также занимающимся разработкой станков для кружевных фабрик. Хенсон заинтересовал Стрингфеллоу своими идеями в области воздухоплавания, и, объединив усилия, в 1842 году они запатентовали устройство «Воздушного парового экипажа» («Aerial Steam Carriage») (Патент Британии № 9478).
Согласно патенту «Ариэль» («Эриэль»), как коротко называли экипаж, представлял собой моноплан с размахом крыльев 46 м, массой 1400 кг. Площадь крыльев составляла 420 кв.м. На Ариэле должна была быть установлена паровая машина мощностью 50 л. с., которая приводила в действие два расположенных на крыльях толкающих винта и позволяла бы ему перевозить до 12 пассажиров максимальной скоростью до 80 км/ч на расстояние до 1600 км.
В 1843 году Хенсон и Стрингфеллоу, вместе с Фредериком Марриотом и Д. Е. Коломбином регистрируют акционерное общество Aeriel Transit Company. В то же время Стрингфеллоу строит первую шестиметровую модель «Ариэля», которую оснащает небольшой паровой машиной мощностью 1 л.с. С 1844 по 1847 год Стрингфеллоу проводит испытания модели, постоянно меняя большинство параметров, переделывая планер и увеличивая мощность паровой машины. Однако испытания в большинстве случаев проходят неудачно. Максимальное расстояние, которое пролетела модель в горизонтальном полете, не превышало десяти метров, при том, что модель была закреплена на проволоке. До испытаний на взлёт и посадку дело не дошло.
К 1847 году, несмотря на поддержку парламента, стало ясно, что акционерное общество не смогло собрать необходимых на дальнейшую разработку и постройку прототипа средств. Начались спекуляции в прессе о том, что «Ариэль» — это выдумка и мошенничество. Расстроенный Хенсон вышел из дела и с семьёй уехал в Америку.
Стрингфеллоу продолжил заниматься экспериментами над моделью «Ариэля». В 1848 году к проекту присоединился сын Стрингфеллоу, Фредерик. Вдвоем с отцом они построили новую, трехметровую модель «Ариэля», учтя все недостатки выявленные в предыдущей модели. Первое испытание закончилось серьёзными повреждениями модели из-за ошибок в расчете баланса планера. Наконец, после того, как модель была отремонтирована, прошёл первый удачный полет модели. Сойдя с направляющей проволоки, машина пролетела около 10 метров по прямой и была остановлена тканевым экраном.
Эксперименты продолжались более двадцати лет. За это время Стрингфеллоу построили вместе несколько моделей, и ещё несколько каждый из них самостоятельно. Наибольшего успеха Джон Стрингфеллоу добился в 1868 году. К тому году, позаимствовав идеи Фрэнсиса Уэнема, он построил модель триплана. Эта модель была испытана несколько раз во время выставки в Кристал пэлас и показала неплохие результаты, за что была удостоена первого приза выставки 1868 года. В том же году успехом завершилась работа Фредерика Стрингфеллоу — ему удалось построить действующую модель биплана, также способную летать. Обе машины выставлялись также в Америке, где пользовались успехом у публики.
Окрылённый успехом, Стрингфеллоу планирует приступить к постройке прототипа, на котором мог бы совершать полеты. В течение 1868—1869 годов он арендовал здание для постройки и приступил к закупке материалов и оборудования. Однако возраст дал о себе знать — Стрингфеллоу исполнилось 70. Из-за болезни его мечте не суждено было осуществиться.
Джон Стрингфеллоу умер 13 декабря 1883 года в Лондоне, в возрасте 84 лет. Построенные им модели в настоящее время экспонируются в Лондонском Научном музее (моноплан 1848 года) и в Галерее первых полетов Национального Аэрокосмического музея США в Вашингтоне (триплан 1868 года).